# 薄叶变豆菜
薄叶变豆菜（学名：Sanicula lamelligera）是伞形科变豆菜属的植物。分布于日本、台湾岛以及中国大陆的贵州、广东、江西、四川、湖北、浙江、安徽、广西等地，生长于海拔510至2,000（1,670至6,560英尺）的地区，多生在沟谷、山坡林下、溪边及湿润地的沙质土壤，目前尚未由人工引种栽培。

## 别名
鹅掌脚草（安徽）、山芹菜、野芹菜（广东）、散血草、肺筋草（四川）